# Camón
Se llama camón al armazón formado por maderas tableadas o cañas (asegurados por tirantes o pares) para formar las bóvedas encamonadas. 
Unidos los camones y ligados con aldabillas, tornapuntas, pendolón y puentes componen las cimbras de puentes y bóvedas.